# Salvador Samà i Martí
Salvador Samà i Martí   (Vilanova i la Geltrú, 13 d'abril de 1797 - l'Havana, 24 de juny de 1866), I marquès de Marianao, va ser un empresari català que es va enriquir a Cuba, principalment amb el tràfic d'esclaus.

## Biografia
Va arribar a Cuba el 1810, amb tretze anys, i es va incorporar al negoci dels seus oncles Pau i Josep Sama i Parès. Les seves activitats estaven també relacionades, de manera directa o indirecta, amb el tràfic d'esclaus i es va enriquir al llarg dels anys. El 1840 es va fundar la Societat de Beneficència de Naturals de Catalunya, entitat de la qual va ser president entre els anys 1845 i 1846. El 1856 va fundar el Banc Espanyol de Cuba, i el 1859 va patrocinar el dic flotant del port de l'Havana. Va ser el promotor de la construcció del ferrocarril de l'Havana a Marianao. Va ser alcalde de l'Havana i senador del Regne. El 1860 la reina Isabel II li va atorgar el títol de marquès de Marianao, per les empreses que Salvador Samà havia construït a la ciutat cubana de Marianao.
Durant la guerra de Cuba de la dècada de 1850 es va incorporar al cos de voluntaris amb el rang de coronel.
Va morir el 1866 a l'Havana i va llegar la seva fortuna al seu renebot Salvador Samà i Torrents, i per a nombroses obres socials com la construcció d'una escola a Vilanova i la Geltrú. El 1887 les seves restes van ser traslladades al cementiri del Poblenou, a Barcelona.